# Écarté (musculation)
L'écarté est un mouvement de musculation qui vise le pectoral, et dans une moindre mesure les épaules, sans travailler les triceps (arrière du bras).

## Exécution du mouvement
Il peut se faire de plusieurs manières: assis à la machine (ang. pec deck), à câbles, à haltères, sur un banc plat, incliné ou décliné. Dans tous les cas le pratiquant commence le mouvement les bras déployés, tenant les poignées ou haltères, et trace un arc devant lui, ainsi déplaçant le poids, pour que les mains se rencontrent devant le torse. Pour retourner à la position de départ, il effectue ce mouvement dans le sens envers d'une façon contrôlée. Pour les débutants, l'écarté à la machine évite le risque de mauvaise technique possible à câbles ou sur banc (pour ce dernier on conseille de plier légèrement les coudes).